# Catalina Carlota De la Gardie
La condesa Catalina Carlota De la Gardie, de soltera Catalina Carlota Taube (Estocolmo, 5 de abril de 1723-ibidem, 24 de marzo de 1763), fue una noble sueca. Es famosa por su apoyo a la vacunación de la viruela en Suecia, y por detener el último juicio por brujería del país.

## Vida
Hija del conde Edvard Didrik Taube de Odenkat y su esposa, Kristina Maria Falkenberg, Catalina era la hermana menor de la favorita real Hedvig Taube, quien fue la amante del rey Federico I de Suecia de 1731 a 1744. Catalina Carlota sirvió como hovfröken (dama de honor) de la princesa Luisa Ulrica de Prusia de 1744 a 1748. 
Catalina Carlota fue descrita como una joven de talento, valiente, hermosa y con una visión clara, sin prejuicios y con una mente abierta. Recibió sin embargo la habitual educación superficial para hacerla atractiva en el mercado matrimonial, pero ella se educó en varios temas como autodidacta, y se convirtió en seguidora de las ideas de la época de la ilustración.
Fue amiga de toda la vida de Olof von Dalin y Carlos Linneo, quién expresó su admiración por ella.
Se casó con el conde Pontus Fredrik De la Gardie, hermano de la científica Eva Ekeblad, en 1748. Después de la boda, residieron en el Castillo de Sjöö. 

### Pionera de la vacunación de la viruela
Uno de los dos actos por los que es conocida, es como pionera en la vacunación de la viruela. Sus esfuerzos por alentar el uso de la vacunación a veces ha sido referida como el gran avance para la vacunación de la viruela entre la población, y aunque esto puede ser una exageración, es conocida como una ávida seguidora del entonces método muy polémico.
Aunque la baronesa Catalina Carlota Ribbing, cónyuge de Carlos De Géer, fue en realidad la primera dama de la aristocracia sueca en inocular a sus hijos, fue Catalina Carlota De la Gardie quien, después de seguir el ejemplo de Ribbing vacunando a sus niños, se convirtió en la pionera como divulgadora del método entre el campesinado.
La vacunación de la viruela fue oficialmente introducida en Suecia en 1756, encontrando inicialmente una gran resistencia. De la Gardie es considerada una de los pioneras, ya que buscó activamente animar al público a implementarla. La resistencia entre el campesinado era grande, pero consiguió convencer a algunos padres campesinos de vacunar a sus hijos, lo cual supuestamente mejoró la disposición hacia utilizar la vacunación entre el campesinado. Los niños en cuestión suelen ser, correctamente o no, referidos como los primeros niños suecos en ser vacunados.

### Impidiendo un juicio por brujería
El segundo acto por el que es recordada es por su esfuerzo exitoso para detener el último juicio por brujería habido en Suecia. En 1757, una histeria de brujas estalló en la parroquia de Ål en Dalarna, donde trece mujeres y cinco hombres fueron acusados de secuestrar niños y llevarlos al sabbath. El gobernador Pehr Ekman ordenó su arresto, interrogatorio y tortura.  
De la Gardie supo de los hechos durante un viaje a Dalarna en 1758. Con la ayuda de sus contactos, informó a las autoridades en la capital y así el proceso se detuvo. El asunto había sido tratado por las autoridades locales y la iglesia, y cuando fue conocido por el país, fue considerado un escándalo. Aunque los juicios por brujería formalmente eran todavía legales en Suecia, la ley en la práctica se consideraba extinta y los juicios por brujería un fenómeno del pasado. El parlamento emitió una investigación, los acusados fueron todos liberados, y el gobernador Ekman, que había aceptado las acusaciones de brujería y permitido la tortura, fue condenado a prisión y despojado de su posición. 
De la Gardie ayudó a las víctimas de la caza de brujas con asistencia legal y se aseguró de que el estado les concediera una indemnización, ya que la tortura les había incapacitado para trabajar.   
Por este acto, fue nacionalmente aclamada como heroína y en 1761 el Riddarhuset le concedió una medalla con la inscripción: "Catharina Charlotta Taube, comitissa De la Gardie, Fulcro infelicibus, Ob XII ab injuria servatos cives Ordo R. Equ. 1761".

### Triángulo amoroso
Catalina Carlota era amiga de la poetisa Hedvig Charlotta Nordenflycht, cuyo poema más famoso, Öfver en Hyacint, es un poema de amor que describe el amor de Nordenflycht por el joven Johan Fischerström. El último poema de Nordenflycht describe el triángulo amoroso entre Nordenflycht, Fischerström y Catalina Carlota De la Gardie, el cual tuvo lugar durante el invierno de 1762/3, cuándo Fischerström estuvo empleado como inspector en la propiedad de De la Gardie, el castillo Sjöö, mientras Nordenflycht alquilaba una cabaña cercana.
De la Gardie murió después de haber contraído una enfermedad fatal mientras cuidaba enfermos.